# Suzukiana sichuanensis
Suzukiana sichuanensis är en fjärilsart som beskrevs av Cai 1979. Suzukiana sichuanensis ingår i släktet Suzukiana och familjen tandspinnare. Inga underarter finns listade i Catalogue of Life.